# Trichoclinocera tadjikistana
Trichoclinocera tadjikistana är en tvåvingeart som beskrevs av Vaillant 1960. Trichoclinocera tadjikistana ingår i släktet Trichoclinocera och familjen dansflugor. Inga underarter finns listade i Catalogue of Life.